# Großbockedra

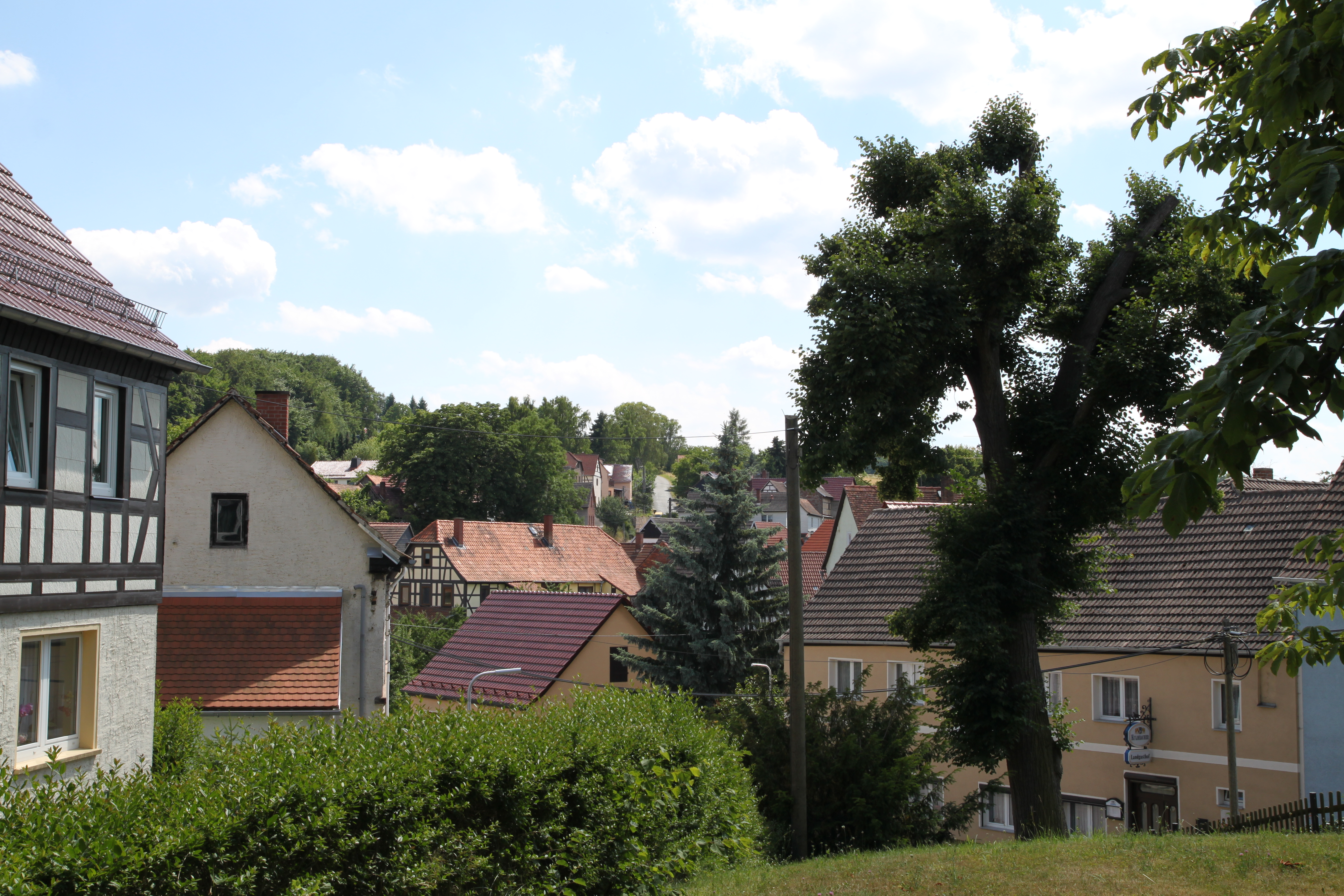
Großbockedra, Dorfansicht

Großbockedra ist eine Gemeinde im Süden des thüringischen Saale-Holzland-Kreises und Teil der Verwaltungsgemeinschaft Hügelland/Täler.

## Lage
Die landwirtschaftliche Nutzfläche des Dorfes befindet sich östlich der Saale auf einer Buntsandsteinplatte und ist von Wald umgeben. Über die Kreisstraße 115 besteht Verbindung nach Kahla und Stadtroda und weiter.

## Geschichte
Die urkundliche Ersterwähnung von Großbockedra fand am 10. Juli 1327 statt. Der Name Bockedra ist sorbischen Ursprungs und bedeutet „Buchenschäler“, eine Besiedelung durch Sorben bereits im Frühmittelalter kann daher angenommen werden. Zunächst zur Mark Zeitz gehörig, kam der Ort später an das Kurfürstentum Sachsen und war nach der Landesteilung im 15. Jh. Besitz der ernestinischen Wettiner. Kirchlich war die Pfarrei Großbockedra, die auch das benachbarte Kleinbockedra umfasst, dem Bistum Naumburg unterstellt. 1539 hielt hier die Reformation Einzug. Im Rahmen der ernestinischen Teilungen kam der Ort an das Herzogtum Sachsen-Altenburg, innerhalb dessen es vom Westkreis verwaltet wurde. Seit 1920 gehört Großbockedra zum Land Thüringen.

## Kultur und Sehenswürdigkeiten

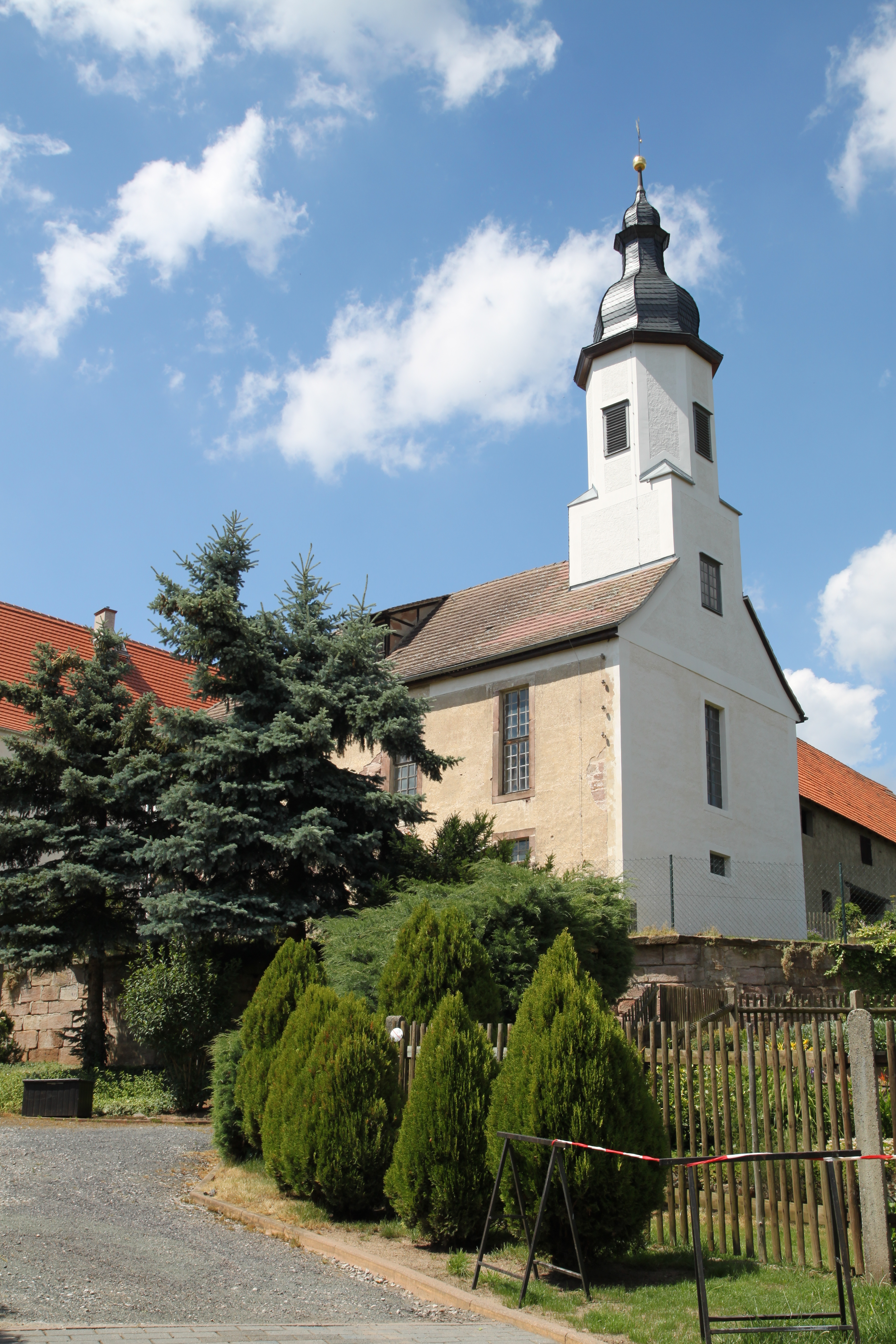
Dorfkirche Großbockedra

- Der Bockersche Heimatverein e. V. wurde am 6. September 2002 gegründet. Er bemüht sich um das kulturelle Leben der Gemeinde, pflegt Kulturdenkmäler und erforscht die Geschichte und das Brauchtum der Gemeinde Großbockedra. Im Ort werden mit Unterstützung dieses Vereins als Brauchtumsfeste und Veranstaltungen das Walpurgisfeuer, das Maibaumsetzen, der Flurzug und das Erntefest begangen.
- Dorfkirche Großbockedra

## Persönlichkeiten
- Erich Bromme (1906–1986), Historiker und Siedlungsgeograf